# Jonathan B. Postel Service Award
Der Jonathan B. Postel Service Award ist eine nach dem Internetpionier Jon Postel benannte Auszeichnung. Seit 1999 wird der Preis jedes Jahr von der Internet Society vergeben, um „eine Person oder eine Organisation zu ehren, die herausragende Beiträge im Dienst der Datenkommunikationsgemeinschaft geleistet hat“ (to honor an individual or an organization that has made outstanding contributions in service to the data communications community).
Erster Preisträger war postum Jon Postel selbst. Der Preis wurde von Vint Cerf als Vorsitzender der Internet Society geschaffen und in RFC 2468 unter dem Titel I remember IANA angekündigt.

## Preisträger
Quelle: 
- 1999: Jon Postel (postum)
- 2000: Scott Bradner
- 2001: Daniel Karrenberg
- 2002: Stephen Wolff
- 2003: Peter T. Kirstein
- 2004: Phill Gross
- 2005: Jun Murai
- 2006: Bob Braden und Joyce K. Reynolds
- 2007: Nii Quaynor
- 2008: La Fundacion Escuela Latinoamericana de Redes (EsLaRed)
- 2009: CSNET
- 2010: Jianping Wu
- 2011: Kilnam Chon
- 2012: Pierre Ouedraogo
- 2013: Elizabeth J. Feinler
- 2014: Mahabir Pun
- 2015: Rob Blokzijl
- 2016: Kanchana Kanchanasut
- 2017: kc claffy
- 2018: Steven G. Huter
- 2019: Alain Aina
- 2020: Onno W. Purbo[3]
- 2021: keine Vergabe
- 2022: George Sadowsky
- 2023: keine Vergabe
- 2024: Steve Crocker und Xing Li